# テリー・ソーントン
テリー・ソーントン（Teri Thornton、1934年9月1日 - 2000年5月2日）は、アメリカのジャズ歌手。
ソーントンは、1950年代に地元デトロイトのクラブで初めて演奏した。彼女は、1960年代にニューヨークへと移り、そこでテレビ広告のために歌う仕事を見つけ、いくつかの異なるレーベルでレコーディングを行った。1960年代後半、ソーントンは世間から姿を消し、わずか数十年後、ロサンゼルスのプレビュー・レーベルから「テリー・サマーズ」としてさまざまなソング・ポエムのレコードで歌っていたことが判明した。彼女は1983年にロサンゼルスからニューヨークに戻ると、クラブで演奏するようになり、1990年代に彼女のキャリアを完全に復活させた。彼女は、ニュージャージー州イングルウッドにあるアクターズ・ファンド・ホームの居住者であった。1998年、ワシントンD.C.のセロニアス・モンク・インスティテュート・オブ・ジャズ・ボーカル・コンペティションにて優勝（歌手のジェーン・モンハイト、ティアニー・サットン、ロバータ・ガンバリーニが同コンテストで準優勝した）。ソーントンはヴァーヴと契約し、アルバム『アイル・ビー・イージー・トゥ・ファインド』をリリースした。その同じ年、彼女は膀胱癌と診断され、2000年にこの病気によって亡くなった。

## ディスコグラフィ

### リーダー・アルバム
- 『デヴィル・メイ・ケア』 - Devil May Care (1961年、Riverside)
- Open Highway (1963年、Columbia)
- 『テリー・ソーントン・シングス・サムホエア・イン・ザ・ナイト』 - Somewhere in the Night (1963年、Dauntless)
- 『アイル・ビー・イージー・トゥ・ファインド』 - I'll Be Easy to Find (1999年、Verve)